# Antonio Najarro

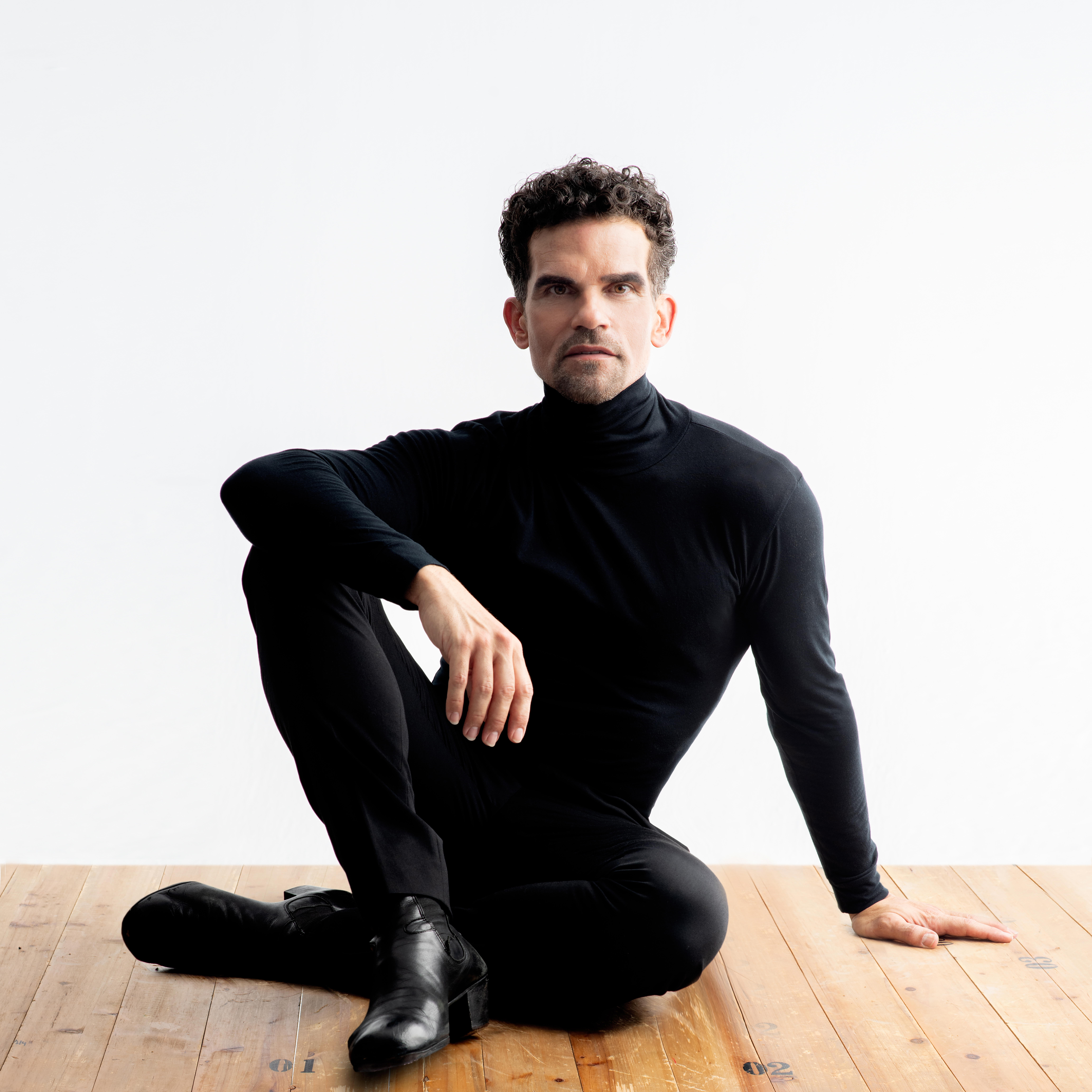
Antonio Najarro

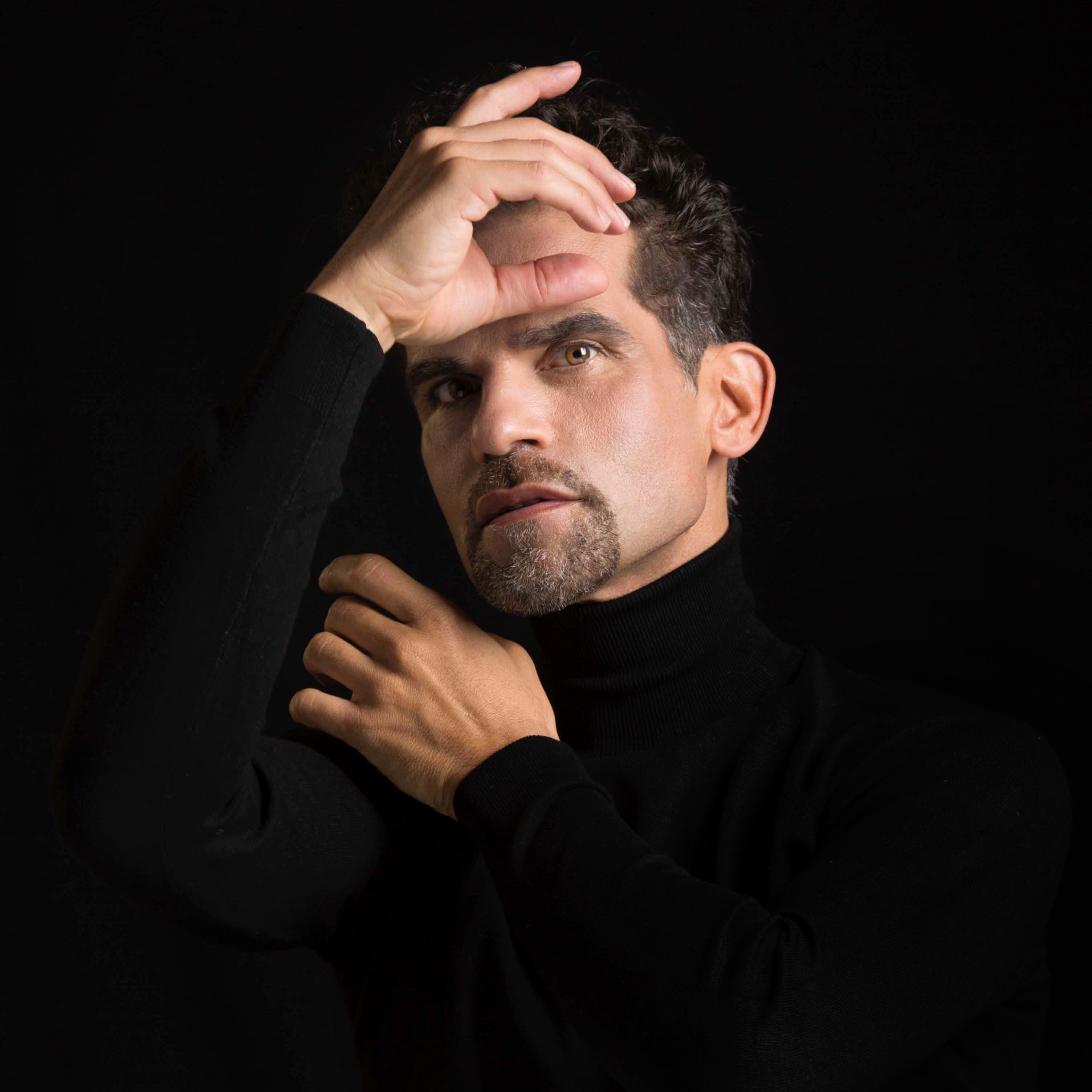

Antonio Najarro (Madrid, 22 de noviembre de 1975) es un multipremiado  bailarín español y coreógrafo. Medalla de Oro al Mérito en las Bellas Artes 2023, fue director del Ballet Nacional de España (BNE) desde el 1 de septiembre de 2011 hasta el 1 de septiembre de 2019, cuando dio paso a Rubén Olmo . Actualmente dirige su propia compañía de danza Compañía Antonio Najarro y coreografía para numerosos proyectos en todo el mundo.

## Biografía
(Madrid, 1975) Bailarín y coreógrafo, formado por los más prestigiosos maestros de danza en todos los estilos: ballet clásico, escuela bolera, clásico español, folclore, flamenco y danza contemporánea. Matrícula de Honor en Danza Española en el Real Conservatorio Profesional de Danza Mariemma de Madrid.
Su carrera profesional la inicia con 15 años formando parte de las compañías de danza española más reconocidas como el Ballet Antología, Ballet del Teatro Lírico de La Zarzuela, Compañía Antonio Márquez, José Antonio y los Ballets Españoles y Compañía de Aída Gómez interpretando como Primer Bailarín coreografías de Mariemma, José Granero, Alberto Lorca, José Antonio, Antonio Gades, entre otros. 
En 1996, es Solista invitado en la obra La Gitana, coreografiada por José Antonio Ruiz y Paul Chalmer, con el Ballet del ́Arena di Verona bajo la dirección de Carla Fracci. Ingresa en el Ballet Nacional de España (BNE) en 1997, bajo la dirección de Aurora Pons, Nana Lorca y Victoria Eugenia y tres años después, asciende a la categoría de Primer Bailarín con Aída Gómez en la dirección artística de la compañía. 
Su vocación creadora le lleva muy pronto a coreografiar, participando en varias ediciones del Certamen Coreografico de Danza Española y Flamenco de Madrid con Suspiro del Moro (1995), Movimientos Reversos (1996) y Nereidas (1999), primer Premio a la mejor coreografía en la VIII edición del mismo Certamen e incluida posteriormente en el repertorio del BNE. 
Crea su propia Compañía Antonio Najarro en 2002, para la que ha coreografiado cuatro producciones: Tango Flamenco (2002), Flamencoriental (2006), Jazzing Flamenco (2008) y Suite Sevilla (2011). Es, asimismo, habitual creador de piezas para grandes figuras del patinaje artístico sobre hielo, obteniendo Medalla de Oro en los Juegos Olímpicos de Invierno Salt Lake City (2002) con Flamenco para la pareja francesa Marina Anissina y Gwendal Peizerat y con Poeta y Otoño Porteño (2006-2008) para el suizo Campeón del Mundo, Stephane Lambiel y Medallas de Oro en los Campeonatos del Mundo de Boston (2016) y Campeonatos de Europa (2017 y 2019) para el español Javier Fernández con la coreografía Malagueña de Ernesto Lecuona. 
En el año 2018 colabora como coreógrafo, junto a la entrenadora Mayu Fujiki, con el Equipo Nacional Español de Natación Artística en la coreografía Pasión Malagueña. 
Antonio Najarro, nombrado Director del BNE en abril de 2011, se incorpora a la Compañía el 1 de septiembre de 2011.
Desde su llegada a la dirección artística del Ballet Nacional de España, mantiene vivo el ya enorme repertorio cultivado, abre una vía para la nueva creación, y apoya y amplia la difusión del complejo espectro del folclore nacional. 
Para ello Repone obras míticas de la compañía como Danza y Tronío, de Mairemma, el Bolero, de Rafael Aguilar, Ritmos, de Alberto Lorca, Medea del maestro Granero, Viva Navarra, de Victoria Eugenia, entre otras, y pone en escena el programa que reúne creaciones históricas de Antonio el bailarín, a través del espectáculo Homenaje a Antonio Ruiz Soler y el programa con el que celebra el 40 aniversario del BNE donde presenta varias de las coreografías más emblemáticas de la historia de la compañía. Paralelamente, ha ampliado el repertorio con producciones de nueva creación de gran formato como Ángeles Caídos, reuniendo el talento de los creadores de vanguardia Rafaela Carrasco, Rocío Molina, Olga Pericet, Javier Latorre, Manuel Liñán y Rubén Olmo; Zaguán, con creaciones inéditas de Mercedes Ruiz, La Lupi y Marco Flores, y la reposición de la emblemática Soleá del Mantón de Blanca del Rey, así como Electra, creación de Antonio Ruz con la colaboración coreografica de Olga Pericet.
Crea para el BNE obras propias como Suite Sevilla, Alento, Eterna Iberia, Ícaro, y varias piezas del Ballet Sorolla.La necesaria vertiente dedicada al folclore ha sido más compleja, tras tres años de preparación del equipo, Najarro dirigió y estrenó el ambicioso proyecto Sorolla, inspirado en la colección Visión de España del pintor, obra de envergadura que, a partir de una ingeniosa dramaturgia, hace un despliegue único y coherente de danzas propias de Castilla, Aragón, Navarra, Guipúzcoa, Sevilla, Galicia, Cataluña, Valencia, Extremadura, Elche y Ayamonte. Una coreografía colectiva firmada por Arantxa Carmona, Miguel Fuente, Manuel Liñán y el mismo Najarro, quienes dan vida a esas imágenes a través de las danzas de cada lugar. 
Adicionalmente, Najarro proyecta una imagen innovadora del BNE, capaz de complacer a su público de siempre pero también atraer a uno nuevo, probablemente más joven, que se sienta identificado con las renovadas propuestas de la agrupación, en sintonía siempre con la sensibilidad del momento. La pluralidad ha caracterizado al Ballet Nacional de España bajo su dirección ha abordado grandes proyectos pedagógicos, de acción social, moda, pintura y deporte, dando una gran visibilidad a la compañía en los medios de comunicación. 
Najarro ha contado con la colaboración y aportación inestimable de los coreógrafos Rocío Molina, Olga Pericet, Rubén Olmo, Mar López, Arantxa Carmona, Miguel Fuente, Francisco Guerrero y Carmen Cubillo, así como también con destacados creadores que además de estrenar sus piezas han impartido clases al equipo como Rafaela Carrasco, Javier Latorre, Manuel Liñán Blanca del Rey, Mercedes Ruíz, La Lupi, Pilar Azorín, 
Marco Flores, Franco Dragone, Antonio Ruz y, solamente como docentes, Carlos Vilán, Jon Maya y Merche Esmeralda entre otros. 
En julio de 2020, estrena con su propia compañía, Compañía Antonio Najarro, el espectáculo “Alento” en el Teatro del Generalife, dentro del 69 Festival Internacional de Música y Danza de Granada, obteniendo un gran éxito de público y prensa, convirtiéndose así en la primera compañía de danza española de gran formato en presentar espectáculo tras la pandemia.
En los meses de octubre de 2021 Antonio Najarro comienza a presentar y dirigir con gran éxito el programa “Un País en Danza” para La2 de RTVE. Un programa que cuenta con varios de los rostros más relevantes de la danza en España así como personalidades del mundo del teatro, cine, deporte, música, moda, etc.
En 2022 se estrena la segunda temporada del programa donde Antonio entrevista a varios de las estrellas más destacadas de la danza en España y, como novedad, se da visibilidad a los oficios que acompañan a la danza y sus espectáculos.
En este mismo año, Najarro estrena el nuevo espectáculo para su compañía de danza, “Querencia”, un espectáculo de gran formato creado para 16 bailarines. Para ello ha encargado al pianista y compositor Moisés Sánchez una partitura original para orquesta sinfónica que ha sido grabada por la Orquesta de Extremadura.
El estreno de “Querencia” ha supuesto un nuevo éxito de prensa y público para la compañía.
En febrero de 2022 Antonio Najarro es invitado como coreógrafo por el Ballet du Capitole de Toulouse y crea el ballet ‘Tablao’, una pieza creada para todo el elenco de bailarines de la compañía e inspirada en la Danza Española con música compuesta por José Luis Montón.
En octubre de 2022, Najarro es invitado por la Ópera de Escocia para coreografíar la Opera Ainadamar, con música de Osvaldo Golijov y dirección de Deborah Colcker.
Este mismo año Najarro se encarga de la Dirección Artística del vídeo corporativo de la Academia de las Artes Escénicas de España, donde coreografía para los rostros más importantes del cine, teatro y danza de España.
En marzo de 2023 es invitado por la Opera de Detroit para coreografíar nuevamente la Opera Ainadamar, con música de Osvaldo Golijov y dirección de Deborah Colcker.
En los meses de julio y agosto la Compañía Antonio Najarro realiza una gira internacional por Chile y Argentina con el espectáculo ‘Querencia’ obteniendo un gran éxito de prensa y crítica.
En el mes de agosto de 2023 Antonio Najarro es invitado Welsh National Opera para coreografíar nuevamente la Opera Ainadamar, con música de Osvaldo Golijov y dirección de Deborah Colcker.
En septiembre de 2023 es encargado de coreografía el espectáculo ‘Merina’ para el diseñador español de moda masculina Oteyza.
En noviembre de 2023 se estrena la nueva película de animación de Walt Disney ‘Wish’ para la que Antonio Najarro coreografía el tema principal de la película ‘Welcome to Rosas’ llevando la Danza Española y el Flamenco al universo de Disney.
En enero de 2024, Antonio Najarro estrena con gran éxito el espectáculo ‘La Argentina en París’ coproducido por la Fundación Juan March y el Palau de Les Arts de Valencia. Un espectáculo que rinde homenaje a la figura de Antonia Mercé ‘La Argentina’ a través de los ballets ‘El contrabandista’ y ‘Sonatina’.
En este mismo mes Najarro es distinguido con la Medalla de Honor al Mérito en las Bellas Artes 2023, concedida por el gobierno de España a propuesta del Ministerio de Cultura Español.
En septiembre de 2024, Antonio Najarro coreografía la Ópera ‘Ainadamar’ en el Metropolitan Opera House de New York, convirtiéndose en el primer coreógrafo en introducir el flamenco en el mayor templo de la lírica.
En octubre de 2024 Antonio Najarro dirige con gran éxito la Gala de entrega de Premios de la Academia del Perfume celebrada en el Teatro Albéniz de Madrid.
En la actualidad la Compañía Antonio Najarro, con los espectáculos “Alento, “Querencia” y “La Argentina en París”, se está presentando en los teatros nacionales e internacionales más importantes.

## Premios y reconocimientos
- - Medalla de Oro al Mérito en las Bellas Artes 2023
  - Premio HOLA 2024 al Mejor Coreógrafo Internacional otorgado por la Hispanic Organization of Latin Actors de New York.
  - Premio Diversa a la Danza 2024 otorgado por Diversa Global, donde se reconoce el trabajo realizado por Antonio Najarro en torno a la diversidad LGTBIQ
  - Padrino de Honor de la Asociación Te Veo de las Artes Escénicas para la Infancia y la Juventud por su incansable labor de divulgación de la danza entre los más jóvenes.
  - Máximo reconocimiento otorgado por el Consejo Internacional de la Danza UNESCO Argentino por la contribución de Antonio Najarro a través de su obra al mundo de la danza internacional.
  - Miembro de Honor de la Academia de las Artes del Folclore y la Jota de Aragón 2023
  - Premio a la Excelencia Capital Radio 2023 por la inspiración a las empresas a partir de los valores de la danza.
  - Premio Flamenco en el Aula 2022
  - Premio Plena Moon 2021
  - Premio de la Música y la Creación Independiente Pop Eye de Danza 2019
  - Premio Unidos por la Danza 2019 Fundación Víctor Ullate
  - Cofrade de Mérito de la Cofradía del Vino de La Rioja
  - Socio honorario del Consejo Argentino de la Danza
  - Medallas de Oro de Patinaje artístico sobre hielo en los Campeonatos del Mundo de Boston 2016 y Campeonatos de Europa 2017 y 2019 para el español Javier Fernández con la coreografía ‘Malagueña ‘de Ernesto Lecuona
  - Premio del público 2018 del Festival de Flamenco de Jerez
  - Premio ‘La Leyenda de la Danza’ Dancing Star Events 2018
  - Premio Personaje Ilustre de Alcalá de Henares 2018
  - Mención de Honor en los Lovie Award 2018 en la categoría de Vídeo 360.º al Lab de
  - RTVE
  - Premio de Honor de FACYDE (Federación de Coros y Danzas de España) 2017
  - Premio Personaje del Año Fuera de Serie 2017
  - Premio Nacional ‘Cultura Viva’ 2017
  - Premio Actúa de Danza 2016 otorgado por la Fundación AISGE
  - Premio Zapatilla de Plata 2016 de Indanza
  - Premio Teatro de Rojas (Toledo) Mejor espectáculo de Danza 2015 al Ballet Nacional de España por el espectáculo ‘Sorolla’
  - Premio FEAPS Madrid 2014 por la colaboración del Ballet Nacional de España bajo la dirección de Antonio Najarro con la Inclusión Social
  - Premio de Cultura 2013 de la Comunidad de Madrid en la modalidad de Danza
  - Premio Teatro de Rojas (Toledo) Mejor espectáculo de Danza 2012 al Ballet Nacional de España bajo la dirección de Antonio Najarro por el espectáculo ‘Ángeles Caídos - Suite Sevilla’
  - Premio APDE 2012, otorgado por la Asociación de Profesores de Danza Española, Clásico y Flamenco, por su valiosa aportación al mundo de la danza
  - Mejor Intérprete de Danza Masculino el Premio MAX de las Artes Escénicas 2010
  - Premio Harlequín al Mejor Joven Coreógrafo 2009
  - Premio Mejor Coreógrafo en el Certamen Internacional de Danza Española y Flamenco de Sevilla 2008
  - Medalla de Oro de Patinaje artístico sobre hielo en los Campeonatos de Europa 2006 y 2008 con ‘Poeta’ y ‘Otoño Porteño’ para el suizo Campeón del Mundo Stephane Lambiel
  - Medalla de Oro de Patinaje artístico sobre hielo en los Juegos Olímpicos de Invierno Salt Lake City 2002 con ‘Flamenco’ para la pareja francesa Marina Anissina y Gwendal PeizeratPrimer
  - Premio a la mejor coreografía en la VIII edición del Certamen Coreográfico de Danza española y Flamenco 1999